# Antoine Jacques de Guyon de Geis de Pampelonne
Pour les articles homonymes, voir Geis (homonymie).
Antoine Jacques de Guyon de Geis de Pampelonne est un homme politique français né le 23 décembre 1754 à Saint-Martin-sur-Lavezon (Ardèche) et mort le 20 juillet 1820 à Paris.

## Biographie
Archidiacre et chanoine de la cathédrale de Viviers, il est élu suppléant pour le Clergé aux Etats-généraux, et est appelé à siéger le 1er juillet 1789. Il prête le serment ecclésiastique, et abandonne ses fonctions religieuses. Il dirige ensuite une fonderie de canons à Lyon, puis à Valence. Il est député de l'Ardèche de 1800 à 1804, puis administrateur des monnaies de 1814 à 1820.

## Sources
- « Antoine Jacques de Guyon de Geis de Pampelonne », dans Adolphe Robert et Gaston Cougny, Dictionnaire des parlementaires français, Edgar Bourloton, 1889-1891 [détail de l’édition]